# Eric Clapton World Tour 2004
Die Eric Clapton World Tour von 2004 [ˈɛrɪk klæptɒn wɜːld tʊə] war eine einjährige Konzerttournee des britischen Rockmusikers Eric Clapton. Die Tournee begann am 24. März 2004 in Barcelona und endete am 2. August desselben Jahres in Los Angeles. Während der Tournee bereiste Clapton intensiv die Kontinente Europa und Nordamerika und trat 64-mal im Rahmen der Tournee auf (29 Europa; 35 Nordamerika). Insgesamt spielte Clapton vor 750.000 Zuschauern und nahm mehr als 54 Millionen US-Dollar ein. Mit Einnahmen von allein $35.487.281 in Nordamerika wurde die Tournee zur 14-erfolgreichsten im Jahr 2004.
Während der Tournee trug Clapton eine Mischung aus Hit-Songs wie Let It Rain, I Shot the Sheriff, Badge, Wonderful Tonight, Layla, Cocaine oder Sunshine of Your Love und Blues-Titeln wie Hoochie Coochie Man, If I Had Possession Over Judgment Day und Have You Ever Loved a Woman vor, die auch gleichermaßen aus den Studioalben und der Dokumentation Me and Mr. Johnson sowie Sessions for Robert J vertreten sind.

## Tourneegeschehen
Clapton begann die Tournee Ende März in Spanien, wo er vor ausverkauftem Hause im Palau Sant Jordi spielte. In den vier darauf folgenden Tagen trat der britische Weltstar in Frankreich und der Schweiz auf. Vom 30. März bis 3. April spielte Clapton vier ausverkaufte Konzerte in Deutschland. Nach kurzer Pause reiste Clapton zurück nach Frankreich und Deutschland, bevor er in Belgien am 9. April auftrat. Zwei aufeinanderfolgende Konzert in den Niederlanden folgten, bevor Clapton seine letzten beiden Konzerte in Deutschland bestritt. Am 17. April landete Clapton ein Highlight der gesamten Tournee mit einem ausverkauften Konzert im dänischen Parken Stadium, in dem der Brite vor über 38.000 Leuten auftrat. Von Mitte April bis Mitte Mai spielte Clapton ausverkaufte Konzerte in Irland und Großbritannien.
Nach einigen Wochen der Erholung und Vorbereitung auf seine Nordamerika-Konzerte, begann Clapton den zweiten Leg seiner Tournee mit dem Crossroads Guitar Festival 2004, welches er Anfang Juni in Dallas, Texas veranstaltete. Von Anfang Juni bis Anfang Juli reisten Clapton und seine Band intensiv durch die Vereinigten Staaten. Am 7. Juli unterbrach Clapton seine USA-Konzerte mit einem Auftritt im Air Canada Centre in Toronto, Kanada. Am 4. Juli 2004 feierte Clapton gemeinsam mit seinem Publikum den Unabhängigkeitstag der USA und beendete das Konzert mit einem Feuerwerk. Nach weiteren Konzerten im Juli, endete die 2004 Eric Clapton World Tour am 2. August 2004 im Hollywood-Bowl-Amphitheater, Los Angeles.

## Besetzung
Während der Tournee (Clapton-Konzerte) traten folgende Künstler auf.
| - Eric Clapton – Gitarre, Gesang - Doyle Bramhall II – Gitarre, Hintergrundgesang - Chris Stainton – Keyboard - Billy Preston – Keyboard, Hintergrundgesang | - Tim Carmon – Keyboard (Ersatz für Preston; 14. Juni – 3. Juli) - Nathan East – Bassgitarre, Hintergrundgesang - Steve Gadd – Schlagzeug - Michelle John – Hintergrundgesang | - Sharon White – Hintergrundgesang - Robert Randolph – Vorgruppe, Gast - Jimmie Vaughan – Vorgruppe, Gast |

## Konzerttermine
| Datum           | Stadt              | Land                   | Veranstaltungsort                  | Besucherzahl             | Einnahmen     |
| Europa          | Europa             | Europa                 | Europa                             | Europa                   | Europa        |
| --------------- | ------------------ | ---------------------- | ---------------------------------- | ------------------------ | ------------- |
| 24. März 2004   | Barcelona          | Spanien                | Palau Sant Jordi                   | 15.000 / 15.000          | $875.000      |
| 26. März 2004   | Cournon-d’Auvergne | Frankreich             | Zénith                             | N.N.                     | N.N.          |
| 28. März 2004   | Zürich             | Schweiz                | Hallenstadion                      | 12.450 / 12.450          | $790.000      |
| 30. März 2004   | Stuttgart          | Deutschland            | Schleyer-Halle                     | 15.170 / 15.170          | $914.566      |
| 31. März 2004   | München            | Deutschland            | Olympiahalle                       | 13.890 / 13.890          | $814.995      |
| 2. April 2004   | Hannover           | Deutschland            | Preussag Arena                     | 10.015 / 10.015          | $715.998      |
| 3. April 2004   | Hamburg            | Deutschland            | Color Line Arena                   | 14.980 / 14.980          | $907.545      |
| 6. April 2004   | Paris              | Frankreich             | Palais Omnisports de Paris-Bercy   | N.N.                     | N.N.          |
| 8. April 2004   | Frankfurt          | Deutschland            | Festhalle                          | 12.744 / 12.744          | $799.311      |
| 9. April 2004   | Antwerpen          | Belgien                | Sportpaleis                        | N.N.                     | N.N.          |
| 11. April 2004  | Rotterdam          | Niederlande            | Ahoy                               | N.N.                     | N.N.          |
| 12. April 2004  | Rotterdam          | Niederlande            | Ahoy                               | N.N.                     | N.N.          |
| 14. April 2004  | Dortmund           | Deutschland            | Westfalenhalle                     | 14.559 / 14.559          | $857.130      |
| 15. April 2004  | Köln               | Deutschland            | Kölnarena                          | 19.004 / 19.004          | $1.098.995    |
| 17. April 2004  | Kopenhagen         | Danemark               | Parken Stadium                     | 38.009 / 38.009          | $2.980.774    |
| 23. April 2004  | Dublin             | Irland                 | The Point                          | 8.189 / 8.189            | $503.293      |
| 24. April 2004  | Belfast            | Vereinigtes Konigreich | Odyssey Arena                      | 9.700 / 9.700            | $583.502      |
| 26. April 2004  | Glasgow            | Vereinigtes Konigreich | SECC                               | 8.878 / 8.878            | $772.268      |
| 27. April 2004  | Newcastle          | Vereinigtes Konigreich | Telewest Arena                     | 9.545 / 9.545            | $831.120      |
| 29. April 2004  | Manchester         | Vereinigtes Konigreich | Manchester Evening News Arena      | 14.103 / 14.103          | $1.214.590    |
| 30. April 2004  | Birmingham         | Vereinigtes Konigreich | National Exhibition Centre         | 11.760 / 11.760          | $1.025.639    |
| 2. Mai 2004     | Sheffield          | Vereinigtes Konigreich | Hallam FM Arena                    | 9.585 / 9.585            | $829.735      |
| 4. Mai 2004     | London             | Vereinigtes Konigreich | Royal Albert Hall                  | 9.070 / 9.070            | $860.802      |
| 5. Mai 2004     | London             | Vereinigtes Konigreich | Royal Albert Hall                  | 9.070 / 9.070            | $860.802      |
| 6. Mai 2004     | London             | Vereinigtes Konigreich | Royal Albert Hall                  | — (a)                    | — (a)         |
| 7. Mai 2004     | London             | Vereinigtes Konigreich | Royal Albert Hall                  | 18.140 / 18.140          | $1.721.604    |
| 8. Mai 2004     | London             | Vereinigtes Konigreich | Royal Albert Hall                  | 18.140 / 18.140          | $1.721.604    |
| 10. Mai 2004    | London             | Vereinigtes Konigreich | Royal Albert Hall                  | 18.140 / 18.140          | $1.721.604    |
| 11. Mai 2004    | London             | Vereinigtes Konigreich | Royal Albert Hall                  | 18.140 / 18.140          | $1.721.604    |
| Nordamerika     |                    |                        |                                    |                          |               |
| 4. Juni 2004    | Dallas             | Vereinigte Staaten     | Fair Park & Cotton Bowl Stadium    | — (b)                    | — (b)         |
| 5. Juni 2004    | Dallas             | Vereinigte Staaten     | Fair Park & Cotton Bowl Stadium    | — (b)                    | — (b)         |
| 6. Juni 2004    | Dallas             | Vereinigte Staaten     | Fair Park & Cotton Bowl Stadium    | — (b)                    | — (b)         |
| 9. Juni 2004    | Norman             | Vereinigte Staaten     | Ford Center                        | 14.203 / 14.203          | $1.000.087    |
| 11. Juni 2004   | North Little Rock  | Vereinigte Staaten     | Alltel Arena                       | 15.772 / 15.772          | $1.193.244    |
| 12. Juni 2004   | New Orleans        | Vereinigte Staaten     | New Orleans Arena                  | 15.030 / 15.030          | $1.086.302    |
| 14. Juni 2004   | Tampa              | Vereinigte Staaten     | St. Petersburg Times Forum         | 19.750 / 19.750          | $1.799.463    |
| 15. Juni 2004   | Sunrise            | Vereinigte Staaten     | Office Depot Center                | 10.000 / 10.000          | $708.155      |
| 16. Juni 2004   | Jacksonville       | Vereinigte Staaten     | Veterans Memorial Arena            | 11.819 / 12.013          | $798.765      |
| 18. Juni 2004   | Atlanta            | Vereinigte Staaten     | Philips Arena                      | 10.800 / 13.500          | $801.989      |
| 19. Juni 2004   | Greenville         | Vereinigte Staaten     | Bi-Lo Center                       | 10.647 / 11.018          | $815.917      |
| 21. Juni 2004   | Washington         | Vereinigte Staaten     | MCI Center                         | 11.523 / 13.873          | $874.495      |
| 23. Juni 2004   | Albany             | Vereinigte Staaten     | Pepsi Center                       | 14.321 / 14.321          | $1.100.292    |
| 26. Juni 2004   | Philadelphia       | Vereinigte Staaten     | Wachovia Center                    | 12.831 / 15.000          | $1.016.187    |
| 28. Juni 2004   | New York           | Vereinigte Staaten     | Madison Square Garden              | N.N.                     | N.N.          |
| 29. Juni 2004   | New York           | Vereinigte Staaten     | Madison Square Garden              | N.N.                     | N.N.          |
| 30. Juni 2004   | New York           | Vereinigte Staaten     | Madison Square Garden              | N.N.                     | N.N.          |
| 3. Juli 2004    | Mansfield          | Vereinigte Staaten     | Tweeter Center for Performing Arts | 27.974 / 39.800          | $1.983.684    |
| 4. Juli 2004    | Mansfield          | Vereinigte Staaten     | Tweeter Center for Performing Arts | 27.974 / 39.800          | $1.983.684    |
| 7. Juli 2004    | Toronto            | Kanada                 | Air Canada Centre                  | 18.666 / 18.666          | $1.599.312    |
| 9. Juli 2004    | Buffalo            | Vereinigte Staaten     | HSBC Arena                         | 11.565 / 12.865          | $736.954      |
| 10. Juli 2004   | Cleveland          | Vereinigte Staaten     | Gund Arena                         | 10.465 / 14.666          | $615.838      |
| 12. Juli 2004   | Columbus           | Vereinigte Staaten     | Nationwide Arena                   | 10.169 / 16.169          | $689.255      |
| 13. Juli 2004   | Auburn Hills       | Vereinigte Staaten     | Palace of Auburn Hills             | 12.314 / 16.190          | $810.497      |
| 15. Juli 2004   | Indianapolis       | Vereinigte Staaten     | Conseco Fieldhouse                 | 11.681 / 14.547          | $536.678      |
| 17. Juli 2004   | Chicago            | Vereinigte Staaten     | United Center                      | 14.241 / 14.241          | $1.100.748    |
| 18. Juli 2004   | Minneapolis        | Vereinigte Staaten     | Xcel Energy Center                 | 13.478 / 13.478          | $1.095.593    |
| 20. Juli 2004   | Milwaukee          | Vereinigte Staaten     | Bradley Center                     | 16.110 / 16.110          | $1.344.732    |
| 22. Juli 2004   | Omaha              | Vereinigte Staaten     | Qwest Center                       | 14.012 / 14.368          | $1.050.668    |
| 24. Juli 2004   | Denver             | Vereinigte Staaten     | Pepsi Center                       | 14.007 / 14.007          | $1.023.891    |
| 27. Juli 2004   | Seattle            | Vereinigte Staaten     | Key Arena                          | 15.888 / 15.888          | $1.398.005    |
| 28. Juli 2004   | Portland           | Vereinigte Staaten     | Rose Garden Arena                  | 10.643 / 10.643          | $896.580      |
| 30. Juli 2004   | San José           | Vereinigte Staaten     | HP Pavilion                        | 18.932 / 24.556          | $1.404.574    |
| 31. Juli 2004   | San José           | Vereinigte Staaten     | HP Pavilion                        | 18.932 / 24.556          | $1.404.574    |
| 2. August 2004  | Los Angeles        | Vereinigte Staaten     | Hollywood Bowl                     | 15.422 / 15.422          | $1.098.342    |
| Zusammenfassung | Zusammenfassung    | Zusammenfassung        | Zusammenfassung                    | 751.825 / 815.577 (92 %) | + $54.584.148 |